# 3133 Sendai
3133 Sendai (A907 TC) là một tiểu hành tinh vành đai chính được phát hiện ngày 4 tháng 10 năm 1907 bởi A. Kopff ở Heidelberg.